# كارسون ماكولرز
كارسون ماكولرز (carson McCullers)، (19 فبراير 1917 - 29 سبتمبر 1967)، هي روائية وكاتبة قصص قصيرة وكاتبة مسرحية وكاتبة مقالات وشاعرة الولايات أمريكية. وُلدت في كولومبوس ولاية جورجيا.
تحدثت ماكولرز في أولى رواياتها «القلب صياد وحيد» عن الانعزال الروحي للمنبوذين والمرفوضين في بلدة صغيرة في جنوب الولايات المتحدة.
توصف ماكولرز عادةً بالقوطية الجنوبية للإشارة إلى جذورها الجنوبية ويصف النقاد كتاباتها وغرابة أطوار شخصياتها بالعالمية، كذلك يعرف عن قصصها ملاءمتها للمسرح والسينما حيث حققت مسرحية مأخوذة عن أحد رواياتها والتي صورت فيها مشاعر فتاة صغيرة في حفل زفاف أخيها نجاحًا باهرًا في أنحاء برودواي في عامي 1950-1951.

## الطفولة
وُلدت لولا كارسون سميث عام 1917 في مدينة كولومبوس في ولاية جورجيا للجواهري وصانع الساعات من أصول فرنسية لامار سميث ومارغريت واترز التي كان جدها مزارعًا وبطلًا في الحرب الكونفدرالية، سُميت كارسون على اسم جدتها من طرف أمها لولا كارسون واترز، وكانت الأخت الكبرى للامار جونيور ومارغريت.
بدأت سميث بتعلم البيانو من عمر العاشرة وعندما بلغت الخامسة عشر من عمرها أحضر لها والدها آلة كاتبة ليحثها على كتابة القصص. تخرجت من ثانوية كولومبوس ثم تركت المنزل في أيلول سبتمبر من عام 1934 عندما كانت في السابعة عشر من عمرها وسافرت على متن سفينة إلى نيويورك لتتعلم العزف على البيانو في مدرسة جوليارد للموسيقا لكنها قررت بعد أن فقدت نقودها في مترو الأنفاق أن تعمل إلى جانب الدروس الليلية والكتابة فعملت في العديد من الوظائف بما فيها كنادلة ومُنزِّهة للكلاب، وبعد إصابتها بحمى الروماتيزم عادت إلى كولومبوس لتتعافى وعندها اكتشفت أن حلمها هو الكتابة وليس الموسيقا فعادت إلى نيويورك وبدأت تعمل في وظائف وضيعة لتسعى وراء حلمها فحضرت دروسًا ليليةً في الكتابة الإبداعية في جامعة كولومبيا تحت إشراف الكاتبة دوروثي سكاربورو ومع سيلفيا شاتفيلد بايتس في كلية واشنطن سكوير في جامعة نيويورك.
في عام 1936 نشرت عملها الأول <ووندركيدز> وهي سيرة ذاتية حازت على إعجاب بايتس صورت فيها كارسون حالة عدم الأمان والخسائر التي يعاني منها مراهق موسيقي عبقري والتي ظهرت لأول مرة في مجلة ستوري لتُجمع فيما بعد مع سلسلة من القصص القصيرة ضمن رواية القصة من المقهى الحزين.

## المهنة
عملت كارسون في عام 1938 مع ماكسيم لايبر والذي كان وكيلها الأدبي ثم بشكل متقطع بعد ذلك، حيث أكملت روايتها الأولى القلب صياد وحيد في عمر الثالثة والعشرين وكان العنوان من اقتراح المحرر الذي اقتبسه من قصيدة فيونا ماكليود <الصياد الوحيد> في الوقت التي اعُتبرت فيه هذه الرواية مناهضة للفاشية، وبعد إكمالها للرواية في عام 1939 (والتي سميت لاحقًا الصامت) انتقلت مع زوجها إلى فايتفيل في شمال كارولاينا حيث عملت على روايتها تأملات في عين ذهبية (التي سميت لاحقًا منشور للجيش) على امتداد شهرين ثم باعت الكتاب إلى هاربرز بازار بمبلغ قدره 500 دولار في آب أغسطس من عام 1940 والذي نُشر على قمسين الأول في تشرين الأول أكتوبر والثاني في تشرين الثاني نوفمبر.
نشرت كارسون خلال حياتها ثماني كتب كان أشهرها القلب صياد وحيد في عام 1940، تأملات في عين ذهبية عام 1941، عضو الزفاف عام 1946 والتي تصف فيه مشاعر فتاة صغيرة خلال حفل زواج أخيها وقد حققت المسرحية المأخوذة عن هذا الكتاب نجاحًا باهرًا في جميع أنحاء برودواي بين عامي 1950 و1951 حيث أنتجها مسرح يونغ فيك في لندن في أيلول سبتمبر من عام 2007 والتي حصد إنتاجها الأصلي جائزة دائرة نقاد الدراما في نيويورك عن فئة أفضل مسرحية لهذا الموسم، والرواية القصة من المقهى الحزين في عام 1951 التي تصور الوحدة والألم للحب غير المتبادل والتي كتبتها عند نزولها في جالية الفنانين ياددو في ساراتوجا نيويورك .
عُرفت أعمال كارسون واشتهرت من خلال الأفلام التي أُخذت عنها حيث أُنتج فيلم من رواية القلب صياد وحيد يحمل نفس العنوان في عام 1968 مثّل الدور الرئيسي فيه ألان آركين وفيلم تأملات في عين ذهبية للمخرج جون هيوستن عام 1967 من بطولة مارلون براندو وإليزابيث تايلور وقد قال هيوستن في سيرته الذاتية، كتاب مفتوح عام 1980:
«قد قابلت كارسون ماكولرز لأول مرة خلال الحرب عند زيارتي لبوليت غودارد وبيرجس ميريديث في ضواحي نيويورك فقد عاشت في مكان قريب، وفي يوم من الأيام وبينما كنت أتمشى خارجًا مع باز رحبت بنا عند مدخل منزلها، كانت عندها في أوائل العشرينيات وقد عانت بالفعل من أول سلسلة من السكتات الدماغية، أتذكرها كشيء هش بعيون مشرقة رائعة ورعشة في يدها عندما وضعتها في يدي لم يكن ذلك شللًا إنما ارتعاشة حيوان. لكن لم يكن هناك شيء مُخجل أو ضعف في طريقة مواجهة كارسون للحياة فمع تضاعف آلامها ازدادت قوةً».

## الوفاة
عانت ماكولرز خلال حياتها من عدة أمراض إلى جانب إدمانها الكحول، فقد أصيبت في عمر الخامسة عشر بحمى الروماتيزم وتعرضت منذ الصبا لسلسلة من الجلطات الدماغية ليصبح جانبها الأيسر مشولًا بالكامل بعمر الواحد والثلاثين. عاشت سنواتها العشرين الأخيرة في بلدة ناياك في نيويورك حيث توفيت يوم التاسع والعشرين من أيلول سبتمبر من عام 1967 عن عمر يناهز الخمسين بعد نزيف دماغي ودُفنت في مقبرة أوك هيل.

## النقد
غالبًا ما يوصف أسلوب ماكولرز بالقوطية الجنوبية على الرغم من أنها عاشت لاحقًا في نيويورك وهذا يعود إلى أن شخصياتها غريبة الأطوار دائمًا ما تعاني من الوحدة التي تُفسر بتعاطف عميق، وقد قالت ماكولرز في نقاش مع الكاتب والناقد الإيرلندي تيرينس دو فيري وايت: <<الكتابة بالنسبة لي، هي بحث عن الله>>، بينما يرى نقاد آخرون العناصر المأساوية والسياسية في كتاباتها.

## الميراث
تعود ملكية المنزل الذي ترعرعت فيه ماكولرز في كولومبوس جورجيا إلى جامعة ولاية كولومبوس وهو يتوسط مركز كارسون ماكولرز الجامعي للكتاب والموسيقيين الذي أُنشئ بهدف الحفاظ على ميراث ماكولرز، رعاية الكتاب والملحنين الأميركيين، تعليم اليافعين، إضافة إلى تعزيز الجانب الأدبي والموسيقي للحياة في كولومبوس، جورجيا، والجنوب الأمريكي ككل وتحقيقًا لهذه الغاية فقد حول المركز منزل سميث ماكولرز لمتحف مفتوح للعوام تقدَّم فيه برامج تعليمية وثقافية للمجتمع محتفظًا بأرشيف كبير من المواد المتعلقة بحياة وعمل ماكولرز. يوفر المركز أيضًا منحًا جامعيةً للكتاب والملحنين الذين يعيشون لفترات طويلة في منزل سميث ماكولرز في كولومبوس.
عندما توفي والد ماكولرز في عام 1944 غادرت والدتها كولومبوس إلى نياك في نيويورك حيث اشترت منزل ابنتها المشهور وقد عاشت فيه كارسون مع والدتها وأختها لسنوات عديدة حتى اشترته في النهاية من والدتها وقضت فيه سنواتها الأخيرة وفي تشرين الثاني ديسمبر من عام 2006 أُضيف المنزل إلى السجل الوطني للأماكن التاريخية.
غادرت الطبيبة وصديقة ماكولرز الدكتورة ماري إي ميركير منزل نياك حيث كانت تعيش مع ماكولرز إلى مركز كارسون ماكلورز الجامعي في كولومبوس وبعد وفاتها في أواخر نيسان أبريل من عام 2013. لم يرث المركز المنزل فقط بل العديد من القطع والوثائق التي تسلط الضوء على آخر عشر سنوات من حياة كارسون.

## من مؤلفاتها المترجمة الى اللغة العربية
- رواية: «أنشودة المقهى الحزين»، (تُرجمت عام 2017)، (تدور أحداث رواية "أنشودة المقهى الحزين" في مقهى منسي بجغرافيا تبدو مصطنعة لكنها حقيقية، أبطالها مهمشون منبوذون يمارسون حياتهم بالاعتياد ضمن منطق الحصول على الكفاف فقط، الأحلام ممنوعة الحدوث لعدم منطقيَّتِها، وكأن القارئ أمام كاميرا سينمائية تنقل مشاهد مهزوزة غير ثابتة باستمرار، لأحداث بُنيَت لتوافق مزاج الشخصيات التي تفرض إيقاعا يبدو متناسبا إلى حد كبير مع صيرورة الحكاية. وتكتب الكاتبة الأميركية “البلدة في حد ذاتها كئيبة، إذ ليس فيها كثير مما يُرى سوى مصنع القطن، والمنازل ثنائية الغرف التي يقطن فيها العمال، وبضع أشجار دراق، وكنيسة بنافذتين مبرقشتين، وشارع رئيس بائس لا يتعدى طوله مائة ياردة”).

## روابط خارجية
- كارسون ماكولرز على موقع IMDb (الإنجليزية)
- كارسون ماكولرز على موقع الموسوعة البريطانية (الإنجليزية)
- كارسون ماكولرز على موقع مونزينجر (الألمانية)
- كارسون ماكولرز على موقع ألو سيني (الفرنسية)
- كارسون ماكولرز على موقع ميوزك برينز (الإنجليزية)
- كارسون ماكولرز على موقع أول موفي (الإنجليزية)
- كارسون ماكولرز على موقع قاعدة بيانات برودواي على الإنترنت (الإنجليزية)
- كارسون ماكولرز على موقع قاعدة بيانات الأفلام السويدية (السويدية)
- كارسون ماكولرز على موقع إن إن دي بي (الإنجليزية)
- كارسون ماكولرز على موقع ديسكوغز (الإنجليزية)